# Eva Sofia Stenbock
Eva Sofia Stenbock, född 16 mars 1728 i Tallinn, död 19 september 1807 i Stockholm, var en svensk grevinna och brodör.
Hon var dotter till lantrådet greve Bengt Ludvig Stenbock och friherrinnan Beata Sofia Creuts och från 1752 gift med friherren Fredrik Rosenhane. För Husby-Oppunda kyrka broderade hon 1766 en kalkduk av vitt siden med silkesbroderier i flera färger efter en ritning av Fredrik Vilhelm Hoppe, kalkduken förvaras numera i Vitterhetsakademiens bibliotek.   